# Central (Singapur)
Der Central Singapore District (oder Zentraldistrikt) ist eines der fünf Community Development Councils (CDC) des Stadtstaates Singapur. Mit über 970.000 Einwohnern ist der Central Singapore District der einwohnerreichste des Landes, knapp vier Fünftel der Bewohner sind Chinesen.

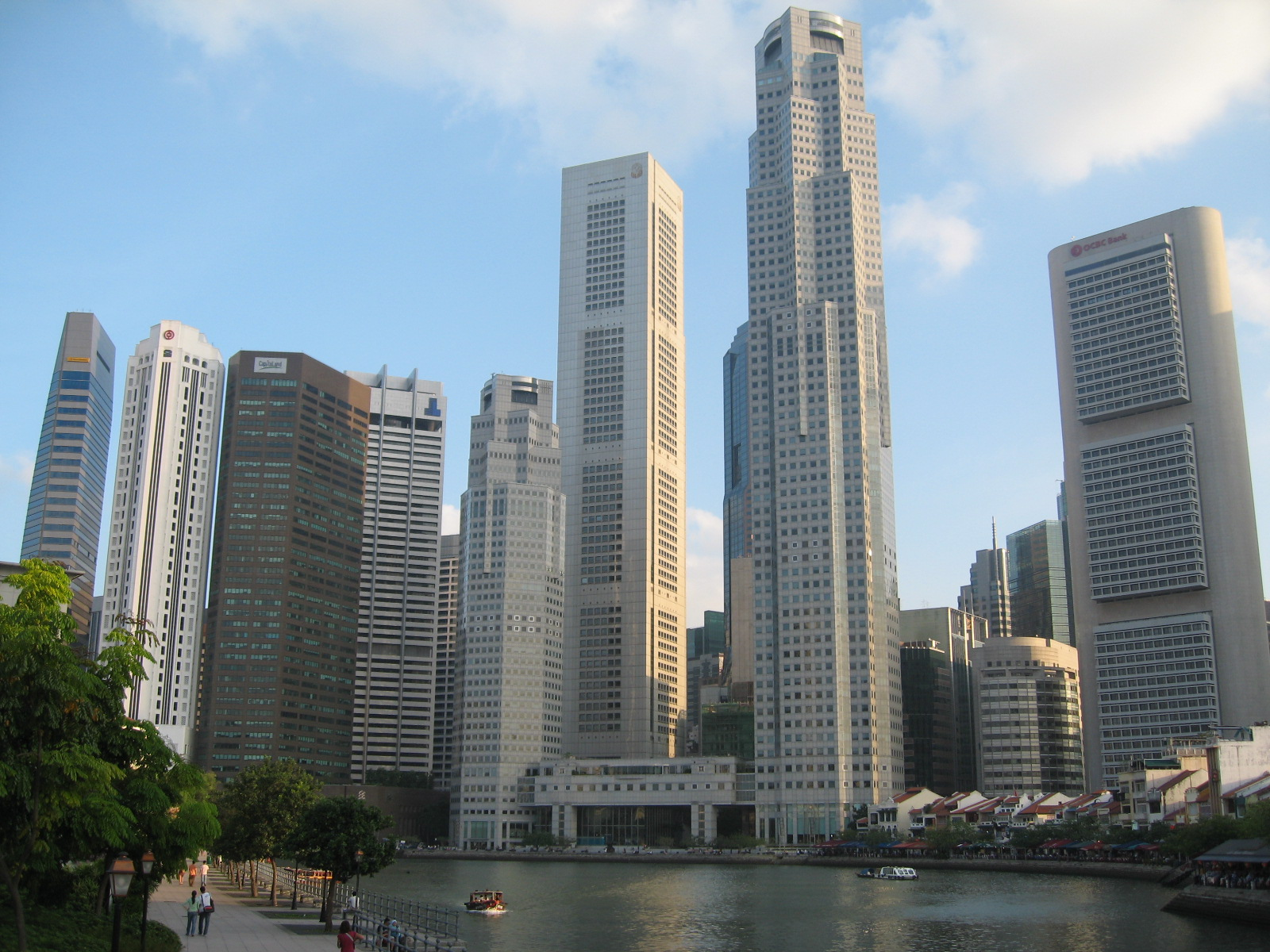
Zentraldistrikt, Singapur

Es wird vom Singapore River durchzogen und umfasst verschiedene Ortschaften, wie dem Central Business District auch Kampong Glam, Chinatown und Little India und gliedert sich in die Stadtviertel Ang Mo Kio, Bishan-Toa Payoh, Moulmein-Kallang, Tanjong Pagar, Sengkang West, Whampoa und Radin Mas.
Der Central Singapore District hat verwaltungstechnisch vier Town Councils („Stadtteilrat“) mit insgesamt neun Constituencies („Wahlbezirken, Interessengemeinschaften“). Die vier Town Councils („Stadtteilrat“) umfassen Ang Mo Kio (Ang Mo Kio GRC, Kebun Bahru SMC, Yio Chu Kang SMC), Bishan-Toa Payoh (Bishan-Toa Payoh GRC, Marymount SMC), Jalan Besar (Jalan Besar GRC, Potong Pasir SMC) und Tanjong Pagar (Tanjong Pagar GRC, Radin Mas SMC).
Die Constituency werden unterschieden in sogenannten SMC (Single Member Constituency – SMC) und GRC (Group Representation Constituency – GRC), die jeweils die lokale Interessenvertretung bilden. In einem lokalen „SMC-Bezirk“ wird die örtliche Verwaltung von einer Einzelperson (Single Member) delegiert, während ein „GRC-Bezirk“ ein mehrköpfiges Team als Mannschaft (Group Representation) die örtliche Verwaltung leitet.
Der Zentraldistrikt ist nicht zu verwechseln mit der Zentralregion (Central Region) der landesplanerischen Gliederung Singapurs, mit der es sich teilweise deckt.